# Campyloneurus serenans
Campyloneurus serenans är en stekelart som beskrevs av Günther Enderlein 1920. Campyloneurus serenans ingår i släktet Campyloneurus och familjen bracksteklar. Inga underarter finns listade.